# Nornik apeniński
Nornik apeniński (Microtus savii) – gatunek ssaka z podrodziny karczowników (Arvicolinae) w obrębie rodziny chomikowatych (Cricetidae), występujący w Europie Południowej.

## Zasięg występowania
Nornik apeniński występuje w południowej Szwajcarii (wschodnie części kantonów Valais i Ticino) oraz północnych i środkowych Włoszech.

## Taksonomia
Gatunek po raz pierwszy zgodnie z zasadami nazewnictwa binominalnego opisał w 1838 roku belgijski zoolog Edmond de Sélys-Longchamps nadając mu nazwę Arvicola savii. Holotyp pochodził z okolic Pizy we Włoszech. 
M. savii należy do podrodzaju Terricola i grupy gatunkowej savii. W oparciu o dowody chromosomalne i molekularne M. savii został podzielony na trzy gatunki allopatryczne: M. savii, M. brachycercus i M. nebrodensis. Jest blisko spokrewniony z M.brachycercus, a także z wymarłymi M. henseli z Sardynii i Korsyki, i M. melitensis z Malty. Autorzy Illustrated Checklist of the Mammals of the World uznają ten takson za gatunek monotypowy.

### Etymologia
- Microtus: gr. μικρος mikros „mały”; ους ous, ωτος ōtos „ucho”[9].
- savii: prof. Paolo Savi (1798–1871), włoski geologi, ornitolog[10].

## Morfologia
Długość ciała (bez ogona) 83–100 mm, długość ogona 24–30 mm; masa ciała 16,5–24 g. 

## Ekologia
Spotykany od poziomu morza do 2000 m n.p.m.
Nornik apeniński jest pospolity, dominuje w zbiorowiskach małych gryzoni na obszarze występowania i stanowi ważny pokarm dla wielu drapieżników. Na terenach uprawnych w latach urodzaju bywa bardzo liczny, jest uznawany za szkodnika. Żyje w wielu różnych środowiskach z wyjątkiem wysokich gór, gęstych lasów i obszarów bardzo piaszczystych, skalistych lub wilgotnych. Występuje w sąsiedztwie człowieka, na pastwiskach, gruntach ornych, w ogrodach i w miastach.

## Populacja
Nornik apeniński ma duży zasięg występowania, długoterminowo stabilną liczebność i występuje w obszarach chronionych. Dalsze badania taksonomiczne są potrzebne, aby określić zasięg występowania nornika apenińskiego i kalabryjskiego, a także aby określić status sycylijskiego podgatunku nebrodensis. Międzynarodowa Unia Ochrony Przyrody uznaje nornika apenińskiego za gatunek najmniejszej troski.